# Mastixiodendron
Mastixiodendron là một chi thực vật có hoa trong họ Thiến thảo (Rubiaceae).

## Loài
Chi Mastixiodendron gồm các loài: